# 밀우
밀우(密友, ?~?)는 고구려의 관리이다.

## 생애
고구려 11대 동천왕 재위 20년(246년) 위나라 관구검이 침입하여 도읍인 환도성이 함락하였다. 관구검의 예하(隸下) 장령(將領)인 왕기(王頎)가 지휘하는 위군(魏軍)이 맹추격하여 동천왕은 급기야 절체절명의 위기에 직면하였다.
위기에에 봉착한 동천왕을 안전한 곳으로 몽진하게 하려고, 밀우가 죽을 결심한 용사들로 구성된 영성(零星)한 소규모 결사대를 이끌고, 매우 사납고 세차게 추격하는 관구검의 예하 장령인 왕기가 통솔하는 위군을 상대하여 최후까지 방어하고자 목숨을 버리면서 돌격을 감행하는 결사대 용사 몇 명과 함께 불길같이 맹렬히 싸워서 끝내는 동천왕을 안전한 곳으로 무사히 피신하게 했지만, 악전고투 끝에 위군에게 겹겹이 포위당한 채 마침내 위험에 처하게 되었다. 동천왕이 명령할 때까지 기다리지 않고 스스로 나서서 배명하자마자 전선을 향해 거침없이 돌진해 위군의 포위망을 뚫고서 달려온 유옥구(劉屋句)에게 천신만고 끝에 구출되었으나 중태에 빠져 쓰러진 탓에 거동조차 불능하여 유옥구의 등에 업혀 귀환하였다.
전쟁이 끝나고 나서 동천왕은 밀우가 세운 불후지공을 치하하고자 식읍으로서 하사한 거곡(巨谷)과 청목곡(靑木谷)을 받았다.

## 참고 문헌
- 《삼국지》(三國志)
- 《삼국사기》(三國史記)